# Prokszaniczy
Prokszaniczy (biał. Прокшанічы; ros. Прокшеничи) – wieś na Białorusi, w obwodzie mohylewskim, w rejonie mohylewskim, w sielsowiecie Kniażyce, nad Łachwicą i w pobliżu portu lotniczego Mohylew.